# So Good (musikalbum av Zara Larsson)
So Good är ett studioalbum av svenska sångerskan Zara Larsson. utgivet den 17 mars 2017 av TEN Music Group och Epic Records. Det var det första albumet på nästan tre år, efter hennes debutalbum 1 (2014), och hennes första album som släpptes internationellt. 

## Låtlista
| Nr           | Titel                            | Producer(s)                         | Längd |
| ------------ | -------------------------------- | ----------------------------------- | ----- |
| 1.           | What They Say                    | MNEK                                | 3:38  |
| 2.           | Lush Life                        | Freedo Shuko                        | 3:20  |
| 3.           | I Would Like                     | The Monsters & Strangerz German     | 3:44  |
| 4.           | So Good                          |                                     | 2:46  |
| 5.           | TG4M                             | Kid Joki                            | 2:52  |
| 6.           | Only You                         | Astma & Rocwell Markus Sepehrmanesh | 3:42  |
| 7.           | Never Forget You                 | MNEK Astronomyy                     | 3:32  |
| 8.           | Sundown                          | Shaouy Garcia Stargate              | 3:25  |
| 9.           | Don't Let Me Be Yours            | Steve Mac                           | 3:19  |
| 10.          | Make That Money Girl             | Stint Hill                          | 3:18  |
| 11.          | Ain't My Fault                   | MNEK Mike Spencer                   | 3:44  |
| 12.          | One Mississippi                  | Ball                                | 3:07  |
| 13.          | Funeral                          | Gill Sepehrmanesh                   | 3:35  |
| 14.          | I Can't Fall in Love Without You |                                     | 2:57  |
| 15.          | Symphony                         | Clean Bandit Mark Ralph             | 3:32  |
| Total längd: | Total längd:                     | Total längd:                        | 50:31 |